# 初期英語文献協会

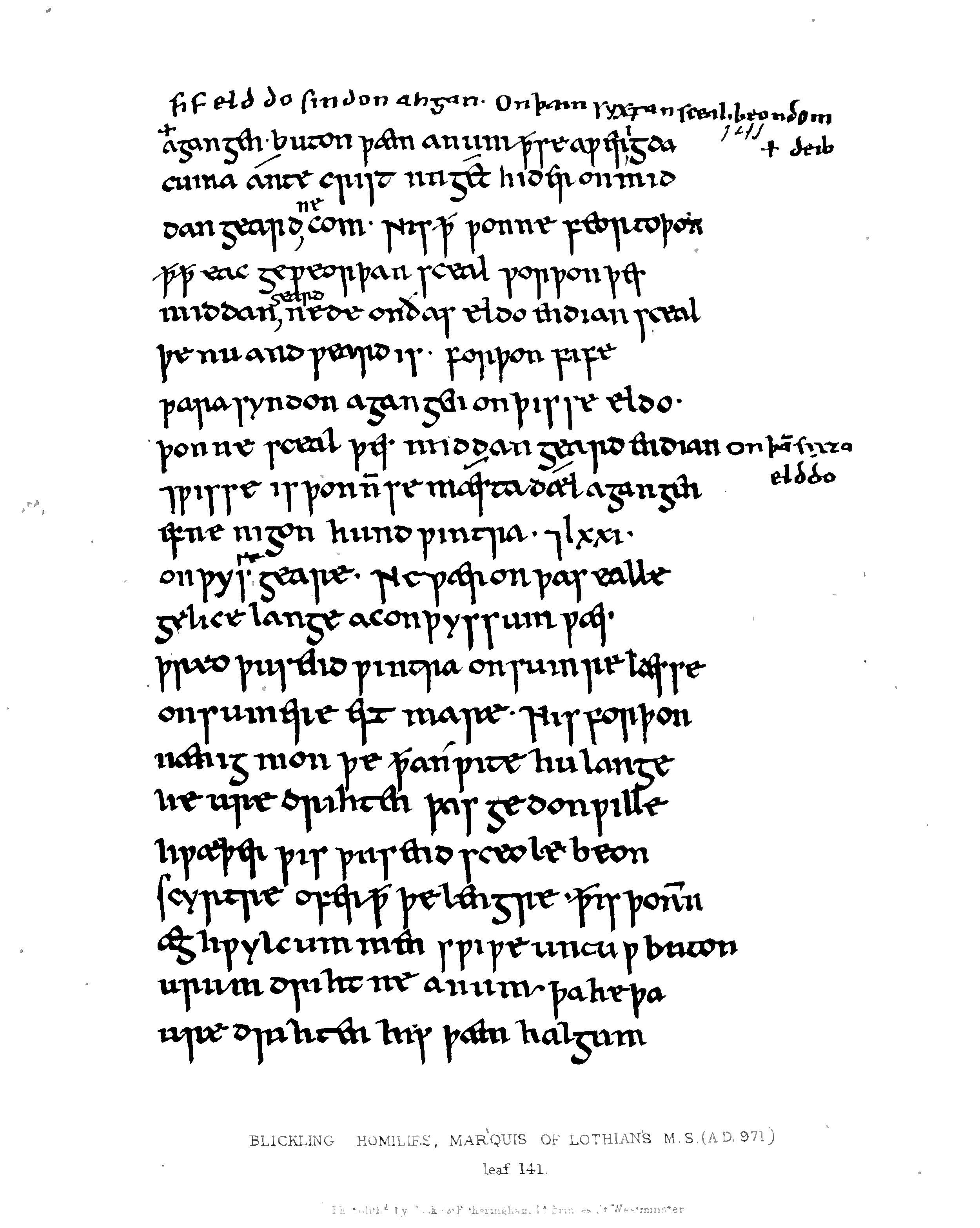
『Blickling Homilies』（『ブリックリング説教集』）ファクシミリ版の一ページ。
Morris, Richard (ed. and trans.), The Blickling Homilies of the Tenth Century: From the Marquis of Lothian's Unique MS. A.D. 971, (Early English Text Society, o.s., 58, 63, 73.) London: Trübner, 1874–80; plate before p. 1

初期英語文献協会（しょきえいごぶんけんきょうかい、英語: Early English Text Society）は、初期の英語のテキスト、特に手稿のみが伝わるテキストの翻刻、出版を主な目的とする文献刊行協会。刊行している出版物の大部分は、中英語や古英語のテキストのエディション（校訂版）である。イングランドで1864年にフレデリック・ジェイムズ・ファーニヴァルによって設立された。設立初年の報告書に掲げられた目標は、「ひとつには、貴重でありながら未だに印刷されていない英語で記されたすべての手稿写本を印刷することにあり、もうひとつは、その希少性や価格故に普通の学生の手が届かなくなっているような、最も貴重な印刷された英語書籍の校訂編纂と復刻にある」とされた。協会は、数多くの重要な英語文献を手稿から最初に翻刻して出版してきた実績を持ち、その中には中英語の詩『Pearl』や『ガウェイン卿と緑の騎士』などを含むコットン図書館のコレクション「Cotton Nero A.x」なども含まれている。
2015年までに、協会は「Original Series」344巻、1867年から1935年にかけて刊行された、すでに印刷本が存在するものの不十分な内容であったり印刷本自体が希少になっている文献を取り上げた「Extra Series」126巻、1970年から不定期に刊行されている「Supplementary Series」25巻を刊行している。協会は、後から出されたエディションによって内容が更新されてしまったものを除いて、過去の出版物の大部分の重版を続けている。現在は、協会の業務を代理する形で、オックスフォード大学出版局が出版を担っている。
1864年の協会設立の時点でこれに参加した著名な会員の中には、ファーニヴァルのほか、アルフレッド・テニスン（桂冠詩人）、ウォーレン・デラルー、リチャード・チェネヴィックス・トレンチ（アイルランド人聖職者）、スティーヴン・オースティン (Stephen Austin)（ハートフォードの印刷業者）、エディス・コルリッジ (Edith Coleridge)（サミュエル・テイラー・コールリッジの孫娘）、リチャード・モリス師（1862年から1880年にかけて12巻の編纂にあたった文献学者）などがいた。
協会のエンブレムは、アングロ・サクソン人の遺物であるアルフレッドの宝石の図案をもとに図案化され、協会の名称を記した巻物を配したものである。